# Lepidophyma chicoasensis
La lagartija nocturna del Sumidero (Lepidophyma chicoasensis) es una especie de escincomorfos de la familia Xantusiidae.

## Distribución geográfica
Es endémica de Chiapas (México).

## Estado de conservación
Se encuentra amenazada por la pérdida de su hábitat natural.